# Cephalozia terminalis
Cephalozia terminalis là một loài rêu trong họ Cephaloziaceae. Loài này được S. Hatt. mô tả khoa học đầu tiên năm 1975.